# WKTU
WKTU (103.5 FM) est une station de radio américaine basée à Lake Success, banlieue de la ville de New York. WKTU appartient à iHeartMedia et émet depuis des studios situés au 125 West 55th Street à Midtown, Manhattan ; son émetteur est situé dans l'Empire State Building.

## Histoire
En 1958, la fréquence 103,5 MHz est attribuée à Babylon, New York, pour WGLI-FM, diffusant en simultané la station sœur WGLI (1290 AM). William Reuman, fondateur et propriétaire de WWRL à New York, était le propriétaire de WGLI. La fréquence 103,5 MHz avait été précédemment attribuée à WPAT-FM à Paterson, dans le New Jersey, qui commence à émettre sous le nom de WNNJ en 1949 et est supprimée au début de 1951. 
En mars 1960, Friendly Frost Inc. (une chaîne de magasins d'électroménager basée à Long Island) rachète WGLI Inc. à Reuman et à ses partenaires. En novembre 1961, Friendly Frost déménage la station de Babylon à Lake Success, et l'indicatif d'appel est changé en WTFM. WTFM émet avec 20 kW depuis une tour de 200 pieds située à l'extérieur du studio, au 173-15 Horace Harding Expressway, visible depuis la Long Island Expressway. L'émetteur est finalement  déplacé dans le Chrysler Building, ce qui permet d'augmenter considérablement le signal. Au début de l'année 1982, Doubleday rachète la station et, en avril, ses lettres d'appel sont remplacées par WAPP. Cependant, le format reste inchangé pendant un certain temps, jusqu'à ce que les nouveaux propriétaires décident de ce qu'ils vont faire de la station. Le 14 juin 1982, WAPP passe à un format rock axé sur les albums, similaire à WPLJ et WNEW-FM, et est rebaptisée « The Apple 103.5 » ; le format débute avec Won't Get Fooled Again des Who. La station est lancée avec un été sans publicité.

## Événements en direct
Le 29 juin 2014, Ktuphoria a lieu au Izod Center avec Jennifer Lopez, Calvin Harris, The Chainsmokers, Ariana Grande et Cash Cash.